# Torgny T:son Segerstedt
Torgny T:son Segerstedt, född 11 augusti 1908 i Mellerud, död 28 januari 1999 i Uppsala, var en svensk filosof och sociolog. Han utnämndes 1947 till Sveriges förste professor i sociologi och var rector magnificus för Uppsala universitet åren 1955–78. Han var från 1975 ledamot av Svenska Akademien.

## Biografi
Segerstedt studerade som ung vid Lunds universitet, där han under studietiden bland annat var redaktör för kårtidningen Lundagård. Han blev filosofie doktor och docent i praktisk filosofi vid detta universitet 1934 samt fyra år senare professor i filosofi vid Uppsala universitet, en befattning han innehade 1938–1947.
Genom beslut av Kungl. Maj:t blev Torgny Segerstedt den 26 juli 1947 Sveriges första professor i sociologi. I filosofiskt hänseende påverkad av cambridgeskolan och begreppsanalytisk metod, angrep han värdeteorin och kom till slutsatsen att man måste ta hänsyn till sociala förhållanden: detta märks tydligast i hans Verklighet och värde (1938) och Ordens makt (1944). Steget härifrån till sociologin var inte långt. År 1948 publicerade han Social Control as Sociological Concept där påverkan från behaviorismen är påfallande. Som sociolog skulle Segerstedt skapa en historisk förankring i den svenska forskningen, där han särskilt poängterade industrialismens betydelse för den sociala strukturen i landet. Den sociologiska institutionen blev omedelbart en viktig del i välfärdssveriges utformning, se vidare folkhemmet. En annan central forskningsinriktning för Segerstedt var studiet av grupper, något han definierade som grunden för sociologin.
Segerstedt var Uppsala universitets rektor åren 1955–1978. Han var vidare ledamot av Svenska Akademien från 1975 då han efterträdde Ingvar Andersson på stol nr 2. Han var då sedan 1961 även ledamot av Finska Vetenskaps-Societeten, sedan 1962  av Ingenjörsvetenskapsakademien samt sedan 1967 av Kungliga Vetenskapsakademien. Han var preses i Kungl. Vetenskapssamhället i Uppsala. Han var 1966–1978 hederspresident i Orphei Drängar.
Segerstedt anlitades även till offentliga uppdrag. Han var ordförande i den universitetsutredning som införde lektorsämbetet vid universitetet, och efterträdde Ragnar Edenman på den posten. Denna utredning var av stor ideologisk betydelse och fick till följd att fler antogs till universiteten.
Segerstedt var den förste ordföranden i Samfundet Sverige–Israels riksorganisation mellan 1978 och 1985.
Torgny T:son Segerstedt är begravd på Uppsala gamla kyrkogård. En av Uppsala universitets byggnader är döpt efter honom: Segerstedthuset.

### Familj
Torgny Segerstedt var son till Torgny Segerstedt (den äldre) och Augusta Wilhelmina Synnestvedt, samt bror till Ingrid Segerstedt Wiberg. Han gifte sig 1934 med Marie-Louise Karling (1906–2001).

## Priser och utmärkelser
- Kommendör med stora korset av Nordstjärneorden, 6 juni 1969.[11]
- Kommendör av 1. klass av Nordstjärneorden, KNO1kl [12]
- H.M. Konungens medalj i guld 12:e storleken i serafimerordens band, Kon:sGM12mserafb (1977)[13]
- Medaljen Illis Quorum i guld, GMiq (1977)[14]
- Kommendör av 1 klass Finlands Vita Ros’ orden, KFinlVRO1kl
- Riddare av Hederslegionen, RFrHL [15]
- 1993 – Kellgrenpriset
- 1996 – Manfred Björkquist-medaljen[16]